# Mitopus glacialis
Mitopus glacialis is een hooiwagen uit de familie echte hooiwagens (Phalangiidae).